# Knetzgau
Knetzgau är en kommun och ort i Landkreis Haßberge i Regierungsbezirk Unterfranken i förbundslandet Bayern i Tyskland.